# Gleby wulkaniczne
Gleby wulkaniczne (andosole  , gleby allofanowo-próchniczne ) – gleby wytworzone z pyłów i popiołów wulkanicznych, bogate w szkliwo wulkaniczne.
Nazwa andosoli pochodzi z japońskich słów: an – ciemny, do – gleba .
Poziom próchniczny (A) w andosolach ma ciemną barwę (nawet czarną), strukturę ziarnistą, bardzo małą gęstość objętościową (0,3 g/cm³), dużo próchnicy (zazwyczaj ok. 8%, maksymalnie 20%) i osiąga miąższość 50–100 cm . W miejscach aktualnej działalności wulkanicznej zaznaczają się warstwy kolejnych osadów wulkanicznych przykrywające starsze poziomy próchniczne . Pod poziomem próchnicznym występuje poziom B wykazujący nieznaczne wzbogacenie we frakcję iłu i nieco większą gęstość objętościową (0,8 g/cm³). Frakcja ilasta składa się głównie z materiału bezpostaciowego – allofanów. Wynika to z szybkiego wietrzenia krzemianów ze szkliwa wulkanicznego, podczas którego uwolnione tlenki glinu i krzemu nie nadążają krystalizować w minerały ilaste (głównie kaolinit) i w znacznej części pozostają jako bezpostaciowe żele  .
Stosunkowa młodość gleb wulkanicznych, a przez to ich korzystne właściwości chemiczne i fizyczne (duża zasobność w składniki odżywcze, duża porowatość, pojemność wodna i pojemność sorpcyjna) powodują, że są to gleby bardzo żyzne i chętnie użytkowane rolniczo. Około 80% ich areału jest zajęte przez rolnictwo, w tym połowa w obrębie klimatu tropikalnego. Uprawia się na nich trzcinę cukrową, tytoń, bataty, herbatę, pszenicę, warzywa i drzewa owocowe . W Afryce częste są plantacje bananów, kawy i kakaowca. Ograniczeniem są znaczne nachylenia stoków, które nieraz występują w krajobrazie wulkanicznym . 
Są to gleby śródstrefowe – można je spotkać na całym świecie w miejscach czynnej lub niedawno wygasłej aktywności wulkanicznej. Największe ich areały występują na obszarach największej aktywności wulkanicznej, szczególnie w obrębie pacyficznego pierścienia ognia (Kordyliery i Andy, Kamczatka, Japonia, Filipiny, Jawa, Nowa Zelandia i wyspy Oceanu Spokojnego) i na Islandii . Po wygaśnięciu aktywności wulkanicznej, ze względu na stosunkowo szybkie wietrzenie materiału, przekształcają się one w gleby strefowe, charakterystyczne dla danej strefy klimatycznej. Wyjątkiem są regiony zimne, gdzie dłużej zachowują „świeżość” .

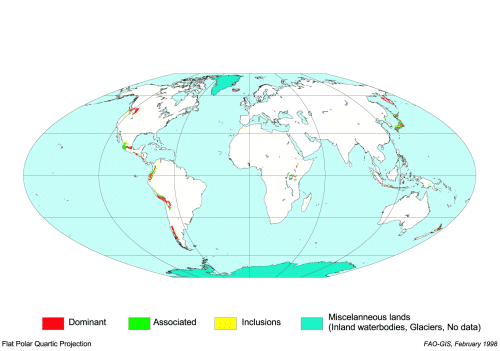
Występowanie Andosols na świecie

Gleby wulkaniczne są różnie nazywane w różnych regionach świata: w Chile – gleby Trumao, w Kolumbii i Ekwadorze – gleby Paremo, w Nikaragui – gleby Talpete . W międzynarodowych klasyfikacjach występują jako jednostki pierwszego rzędu: rząd Andisols w USDA Soil Taxonomy, główna grupa glebowa Andosols w klasyfikacji gleb WRB.

## Andosols
Andosols – jedna z głównych grup glebowych (RSG) w międzynarodowej klasyfikacji gleb WRB obejmująca głównie gleby wulkaniczne.
Materiałem macierzystym andosols są bogate w szkliwo wulkaniczne osady erupcji wulkanicznych (np. popiół, pumeks, tuf, żużel), ale możliwe są również inne bogate w krzemiany osady wietrzejące w kwaśnym i wilgotnym środowisku. Szybkie wietrzenie szkliwa wulkanicznego powoduje powstawanie w obrębie profilu glebowego kompleksów organiczno-mineralnych, allofanu i imogolitu, okazjonalnie ferrihydrytu. W profilu gleby występuje jedna lub więcej warstw z właściwościami diagnostycznymi andic lub vitric (ang. andic or vitric properties) o odpowiedniej miąższości.
Występują one w miejscach aktywności wulkanicznej na całym świecie. Powstałe z materiałów innych niż osady wulkaniczne można spotkać w wilgotnych, często górskich regionach, m.in. w Rio Grande do Sul.